# شیمازو تادایوشی (اول)
شیمازو تادایوشی (به ژاپنی: 島津 忠良 Shimazu Tadayoshi); ۱۴ اکتبر ۱۴۹۳ – ۳۱ دسامبر ۱۵۶۸) سامورایی اهل ولایت ساتسوما در دوره سنگوکو در ژاپن بود.